# Gare d'Etchūjima
La gare d'Etchūjima (越中島駅, Etchūjima-eki) est une gare ferroviaire japonaise de la ville de Tokyo, située dans l'arrondissement de Kōtō. La gare est gérée par la East Japan Railway Company (JR East).

## Situation ferroviaire
La gare d'Etchūjima est située au point kilométrique (PK) 2,8 de la ligne Keiyō.

## Histoire
La gare a été inaugurée le 10 mars 1990.

## Service des voyageurs

### Accueil
La gare, située en souterrain, est ouverte tous les jours.

### Desserte
JR East
- Ligne Keiyō :
  - voie 1 : direction Maihama, Nishi-Funabashi (interconnexion avec la ligne Musashino) et Soga
  - voie 2 : direction Tokyo